# 約翰內斯堡 (加利福尼亞州)
約翰內斯堡（英語：Johannesburg）是位於美國加利福尼亞州克恩縣的一個人口普查指定地區。

## 地理
約翰內斯堡的座標為35°22′22″N 117°38′05″W / 35.37278°N 117.63472°W，而該地最高點為海拔高度1072米（即3517英尺）。

## 人口
根據2010年美國人口普查的數據，約翰內斯堡的面積為6.255平方千米，當中陸地面積為6.255平方千米，而水域面積為0.000平方千米。當地共有人口172人，而人口密度為每平方千米27人。